# قضیه آخر فرما
در نظریه اعداد، قضیه آخر فِرما (که برخی مواقع از آن به حدس فِرما هم یاد شده‌است، به‌خصوص در متون قدیمی تر) بیان می‌دارد که هیچ سه عدد صحیح مثبتی چون {\displaystyle a}، {\displaystyle b} و {\displaystyle c} وجود ندارند چنان‌که در معادله {\displaystyle a^{n}+b^{n}=c^{n}} برای هر عدد صحیح {\displaystyle n>2} صدق کنند. این که حالات {\displaystyle n=1,2} بی‌نهایت جواب دارند، از زمان باستان شناخته شده بود.
این گزاره ابتدا توسط پیر دو فرما در ۱۶۳۷ در حاشیه کتاب حساب دیوفانتوس حدس زده شد؛ فرما اضافه کرد که اثباتی برای آن دارد، اما به دلیل بزرگ بودن بیش از حد در این حاشیه نمی‌گنجد. با این حال اوایل در مورد آن مشکوک بودند، چون انتشارش توسط پسرش و بدون موافقت پدر و بعد از مرگ او صورت گرفته بود. بعد از ۳۵۸ سال تلاش ریاضیدانان، اولین اثبات موفق در ۱۹۹۴ توسط اندرو وایلز منتشر شد و به‌طور رسمی در ۱۹۹۵ منتشر شد؛ این اثبات در اهدای جایزه آبل به وایلز در ۲۰۱۶ به عنوان «پیشرفت محیرالعقول» توصیف شد. همچنین در آن بخش اعظم قضیه مدولاریتی اثبات شده و رهیافت‌های سراسر نوینی را به سوی چندین مسئله دیگر و تکنیک‌های بالابری (لیفتینگ) مدولاریتی باز کرد.
این مسئله حل نشده انگیزه بخش توسعه نظریه جبری اعداد در قرن نوزدهم میلادی و اثبات قضیه مدولاریتی در قرن بیستم بود. این مسئله در میان معروف‌ترین قضایای تاریخ ریاضیات است و تا قبل از اثبات شدنش در رکوردهای جهانی کتاب گینس به عنوان «سخت‌ترین مسئله ریاضی» شناخته می‌شد، بخشی از این توصیف به دلیل اثبات‌های متعدد ناموفقی بوده که سعی در حل آن داشتند.

## مرور کلی

### منشأفیثاغورسی
معادله فیثاغورسی {\displaystyle x^{2}+y^{2}=z^{2}} بی‌نهایت جواب صحیح مثبت برای {\displaystyle x,y} و {\displaystyle z} دارد. این جواب‌ها را سه تایی‌های فیثاغورسی گویند (کوچکترین آن‌ها ۳، ۴، ۵ است). در حدود ۱۶۳۷، فرما در حاشیه کتابش نوشت که معادله {\displaystyle a^{n}+b^{n}=c^{n}} برای {\displaystyle n}های بزرگتر از ۲ هیچ جواب صحیح مثبتی ندارد. گرچه که او ادعا کرد که اثبات عمومی برای حدسش دارد، ولی جزئیاتی از آن بعد از مرگش باقی نگذاشت. این ادعا به عنوان قضیه آخر فرما شناخته می‌شود و برای سه و نیم قرن حل نشده باقی ماند. این ادعا در نهایت تبدیل به یکی از معروف‌ترین مسائل حل نشده ریاضیات شد. تلاش‌ها برای اثبات آن موجب پیشرفت‌های اساسی در نظریه جبری اعداد گشت و در طی زمان، قضیه آخر فرما به عنوان مسئله حل نشده ریاضیات معروف شد.

### پیشرفت‌های پی در پی تا حل کامل
بررسی و اثبات حالت خاص {\displaystyle n=4} توسط خود فرما، کافی بود تا مشخص شود که اگر حدس او برای یک توان مثل {\displaystyle n} غلط باشد آنگاه برای یک {\displaystyle n} کوچکتر هم غلط خواهد بود، لذا تنها مقادیر اول {\displaystyle n} نیاز به بررسی بیشتر داشتند. در طی دو قرن بعد (۱۶۳۷–۱۸۳۹)، این حدس تنها برای اعداد اول ۳، ۵ و ۷ اثبات شد، اگرچه که سوفی ژرمن رهیافتی را ابداع و اثبات کرد که به کلاس عمده‌ای از اعداد اول مرتبط می‌شد، ارنست کومر رهیافت وی را توسعه داد تا شامل کل اعداد اول منظم شد، او اعداد اول غیر منظم را از تحلیل خود خارج کرد. دیگر ریاضیدانان براساس کارهای کومر و با استفاده از مطالعات محاسباتی پیشرفته با کمک رایانه‌ها، توانستند اثبات مورد نظر را به توان‌های تمام اعداد اول کوچکتر از ۴ میلیون بسط دهند، اما اثباتی برای تمام توان‌ها دست نیافتنی می‌نمود (یعنی ریاضیدانان عموماً اثبات حالت کلی را غیرممکن، بسیار سخت، یا بر اساس دانش موجود دست نیافتنی می‌شمردند).
حدود ۱۹۵۵، ریاضیدانان ژاپنی گورو شیمورا و یوتاکا تانیاما احتمال دادند که ارتباطی بین خم‌های بیضوی و فرم‌های مدولار، دو قلمرو کاملاً متفاوت ریاضیات، وجود داشته باشد. در آن زمان حدس این دو، به نام حدس تانیاما-شیمورا شناخته می‌شد (در نهایت به نام قضیه مدولاریتی شناخته شد)، این حدس خود هویتی مستقل داشت و ظاهراً هیچ ارتباطی هم با قضیه آخر فرما پیدا نمی‌کرد. حدس تانیاما-شیمورا به خودی خود طور گسترده مهم تلقی می‌شد اما (همچون قضیه آخر فرما) اثبات آن عمدتاً کاملاً دست نیافتنی می‌نمود.
در ۱۹۸۴، گرهارد فری متوجه یک ارتباط ظاهری بین این دو مسئله شد، مسائلی که پیش از آن غیر مرتبط و حل نشده بودند. فری به‌طور اجمالی نشان داد که می‌توان این ارتباط را اثبات نمود. اثبات کامل ارتباط نزدیک این دو مسئله در ۱۹۸۶ توسط کن ریبت، بر اساس اثباتی جزئی از ژان پیر سره انجام شده بود. او (ژان پیر سر) تمام قسمت‌ها به جز قسمتی که به نام «حدس اپسیلون» شناخته می‌شد را اثبات کرده بود (مقالات مربوط به قضیه ریبت و خم فری را ببینید). مقالات فری، سره و ریبت نشان دادند که اگر بتوان قضیه مدولاریتی را حداقل برای دسته نیمه-پایا از خم‌های بیضوی اثبات کرد، آنگاه به‌طور خودکار اثباتی برای قضیه آخر فرما نیز حاصل خواهد شد. این ارتباط بدین صورت توصیف گشت: هر راه حلی که با قضیه آخر فرما تناقض داشته باشد، می‌تواند با قضیه مدولاریتی هم دچار تناقض شود؛ بنابراین اگر قضیه مدولاریتی درست باشد، آنگاه طبق تعریف هیچ راه حلی که با قضیه آخر فرما در تناقض باشد وجود نخواهد داشت، لذا قضیه آخر فرما هم درست خواهد بود.

گرچه که هردو مسئله هولناک بودند و در آن زمان به‌طور گسترده اثباتشان به عنوان «کاملاً دست نیافتنی» تلقی می‌شد، این ارتباط اولین مسیری بود که توسط آن، قضیه آخر فرما می‌توانست توسعه یافته و برای تمام اعداد، نه فقط بخش خاصی از اعداد، اثبات شود. همچنین چیزی که در انتخاب یک موضوع تحقیقاتی برای محققان مهم بود، این حقیقت بود که برعکس قضیه آخر فرما، قضیه مدولاریتی یک حوزه فعال تحقیقاتی بود که همگان طالب اثباتی از آن بودند، نه فقط به خاطر جنبه تاریخی اش، لذا این نکته وقت گذاشتن روی قضیه مدولاریتی را برای محققان از نظر حرفه‌ای توجیه می‌نمود. با این حال، عقیده عموم این بود که چنین ارتباطی نشان دهندهٔ غیر عملی بودن اثبات حدس تانیاما-شیمورا نیز می‌باشد. یکی از صحبت‌هایی که اغلب شنیده می‌شد، چیزی بود شبیه صحبت ریاضیدانی به نام جان کوتس:
«من خودم خیلی بد بین بودم که ارتباط زیبایی بین قضیه آخر فرما و حدس تانیاما-شیمورا عملاً منجر به چیزی شود، چون باید اعتراف کنم که فکر نمی‌کردم حدس تانیاما شیمورا برای اثبات دست یافتنی باشد. گرچه که این مسئله زیبا بود، اما به نظر می‌رسید که اثبات آن در عمل غیر ممکن باشد. باید اقرار کنم که احتمالاً فکر می‌کردم در طول زندگانی ام اثبات نمی‌شود.»
زمانی که شنیده شد ریبت، درستی ارتباط فری را اثبات کرده، ریاضیدان انگلیسی اندرو وایلز که از زمان بچگی افسون قضیه آخر فرما بود و پشتوانه‌ای از کار با خم‌های بیضوی و زمینه‌های مرتبط داشت، تصمیم گرفت تا سعی بر اثبات حدس تانیاما-شیمورا به عنوان راهی برای اثبات قضیه آخر فرما کند. در ۱۹۹۳، بعد از شش سال کار مخفی بر روی مسئله، وایلز در اثبات آن به اندازه کافی موفق شد. مقاله وایلز از نظر اندازه و حیطه موضوعی وسیع بود. یک نقص در بخشی از مقاله اصلی او طی اولین داوری همتای مقاله اش، موجب شد اندرو وایلز یک سال دیگر با شاگرد قدیمی اش ریچارد تیلور برای حل آن تلاش کند. در نتیجه، اثبات نهایی در ۱۹۹۵ همراه با مقاله‌ای ضمیمه‌ای منتشر شد، مقاله ضمیمه‌ای نشان می‌داد که گام‌های اصلاحی معتبر هستند. دستاورد وایلز به‌طور گسترده در رسانه‌های عمومی گزارش شد و در کتاب‌ها و برنامه‌های تلویزیونی معروف شد. بخش‌های باقیماندهٔ حدس تانیاما-شیمورا اکنون اثبات شده و به قضیه مدولاریتی معروف است که پس از مقاله وایلز توسط دیگر ریاضیدانان براساس کار وایلز بین سال‌های ۱۹۹۶ تا ۲۰۰۱ اثبات شد. از وایلز به خاطر اثباتش قدردانی شد و جوایز متعددی از جمله جایزه ۲۰۱۶ آبل را نصیبش کرد.

### صورت‌های معادل قضیه
راه‌های مختلفی برای بیان قضیه آخر فرما وجود دارند که از نظر ریاضیاتی با مسئله اصلی معادلند.
به منظور بیانشان، ما از نمادهای ریاضیاتی استفاده می‌کنیم: فرض کنید {\displaystyle \mathbb {N} } مجموعه اعداد طبیعی {\displaystyle 1,2,3,\dotsc } باشد و {\displaystyle \mathbb {Z} } مجموعه اعداد صحیح {\displaystyle 0,\pm 1,\pm 2,\dotsc } و {\displaystyle \mathbb {Q} } مجموعه اعداد گویای {\displaystyle {\frac {a}{b}}} باشد که {\displaystyle a} و {\displaystyle b} عضو {\displaystyle \mathbb {Z} } بوده به گونه‌ای که {\displaystyle b\neq 0}. در ادامه ما به حلی از {\displaystyle x^{n}+y^{n}=z^{n}} که در آن یکی از {\displaystyle x,y} یا {\displaystyle z} صفر باشند حل بدیهی می‌گوییم. یک حل که در آن تمام سه متغیر نا-صفر باشند را حل نابدیهی نامیم.
جهت مقایسه، ابتدا از فرمول اصلی شروع می‌کنیم.
- حکم اصلی: فرض کنید {\displaystyle n,x,y,z\in \mathbb {N} } و {\displaystyle n>2}، معادله {\displaystyle x^{n}+y^{n}=z^{n}} هیچ جوابی ندارد.
- حکم معادل 1: {\displaystyle x^{n}+y^{n}=z^{n}}، که در آن عدد صحیح {\displaystyle n\geq 3} است، هیچ جواب غیر بدیهی {\displaystyle x,y,z,\in \mathbb {Z} } ندارد.

معادل بودن این حکم هنگامی که {\displaystyle n} زوج باشد واضح است. اگر {\displaystyle n} فرد بود و تمام سه عدد {\displaystyle x,y,z} منفی بودند، آنگاه می‌توانیم {\displaystyle x,y,z} را با {\displaystyle -x,-y,-z} برای بدست آوردن جوابی در {\displaystyle \mathbb {N} } جایگزین کنیم. اگر دوتا از آن‌ها منفی باشند، این دوتا باید {\displaystyle x,z} یا {\displaystyle y,z} باشند، در این صورت اگر مثلاً {\displaystyle x,z} منفی بودند و {\displaystyle y} مثبت بود، آنگاه آن‌ها را به صورت {\displaystyle (-z)^{n}+y^{n}=(-x)^{n}} می‌نویسیم که منجر به جوابی در {\displaystyle \mathbb {N} } می‌شود؛ در حالت دیگر به روش مشابه عمل می‌کنیم. حال اگر تنها یکی از آن‌ها منفی بود، باید عدد منفی یکی از {\displaystyle x} یا {\displaystyle y} باشد. اگر {\displaystyle x} منفی بود، و {\displaystyle y} و {\displaystyle z} مثبت بودند، آنگاه می‌توان معادله را به صورت {\displaystyle (-x)^{n}+z^{n}=y^{n}} نوشت، که مجدداً منجر به حل آن در {\displaystyle \mathbb {N} } می‌شود؛ اگر {\displaystyle y} منفی بود، طبق تقارن باز به همان نتیجه اخیر می‌رسیم.
- حکم معادل 2: {\displaystyle x^{n}+y^{n}=z^{n}}، که در آن عدد صحیح {\displaystyle n\geq 3} است، هیچ جواب نا-بدیهی {\displaystyle x,y,z\in \mathbb {Q} } ندارد.

به این علت که توان‌های {\displaystyle x,y} و {\displaystyle z} برابر (با {\displaystyle n}) است، چنان‌که اگر جوابی در {\displaystyle \mathbb {Q} } داشته باشد، آنگاه آن جواب را می‌توان در مخرج مشترک مناسبی ضرب کرد تا جوابی در {\displaystyle \mathbb {Z} } بدست آید که در نتیجه جوابی در {\displaystyle \mathbb {N} } خواهد بود.
- حکم معادل 3: {\displaystyle x^{n}+y^{n}=1}، که در آن عدد صحیح {\displaystyle n\geq 3} است، هیچ جواب نا-بدیهی {\displaystyle x,y\in \mathbb {Q} } ندارد.

جواب نابدیهی {\displaystyle a,b,c\in \mathbb {Z} } برای {\displaystyle v^{n}+w^{n}=1} منجر به جواب نابدیهی {\displaystyle {\frac {a}{c}},{\frac {b}{c}}\in \mathbb {Q} } برای {\displaystyle v^{n}+w^{n}=1} خواهد شد. برعکس، جواب {\displaystyle {\frac {a}{c}},{\frac {b}{c}}\in \mathbb {Q} } برای {\displaystyle v^{n}+w^{n}=1} منجر به جواب نابدیهی {\displaystyle ad,cb,bd} برای {\displaystyle x^{n}+y^{n}=z^{n}} خواهد شد.
فرمولبندی اخیر به‌طور خاص ثمر بخش و مفید است، چرا که مسئله اصلی رویه سه بعدی را به مسئله خم دو بعدی تقلیل می‌دهد. علاوه بر این، امکان آن را می‌دهد تا به جای حلقه {\displaystyle \mathbb {Z} } روی میدان {\displaystyle \mathbb {Q} } کار شود؛ میدان‌ها ساختار خاص تری نسبت به حلقه‌ها هستند و امکان تحلیل عمیق‌تر و بهتری را فراهم می‌آورند.
- حکم معادل ۴ - ارتباط با خم‌های بیضوی: اگر {\displaystyle a,b,c} جواب نا-بدیهی برای {\displaystyle x^{p}+y^{p}=z^{p}} بوده و {\displaystyle p} عدد اول فردی باشد آنگاه {\displaystyle y^{2}=x(x-a^{p})(x+b^{p})} (خم فری (Frey)) یک خم بیضوی خواهد بود.[۱۰]

بررسی این خم بیضوی بر اساس قضیه ریبت (Ribet) نشان می‌دهد که این خم فرم پیمانه‌ای (مدولار) ندارد. با این حال، اثبات اندرو وایلز نشان می‌دهد که هر معادله به فرم {\displaystyle y^{2}=x(x-a^{p})(x+b^{p})} فرم پیمانه‌ای دارد؛ لذا هر جواب نابدیهی به معادله {\displaystyle x^{p}+y^{p}=z^{p}} (که در آن {\displaystyle p} یک عدد اول فرد است) منجر به تناقض می‌گردد، که به نوبه خود اثبات می‌کند که هیچ جواب نابدیهی وجود ندارد.
به بیان دیگر، هر جوابی که بتواند قضیه آخر فرما را دچار تناقض کند می‌تواند برای ایجاد تناقض در قضیه پیمانه‌ای (مدولاریتی) هم استفاده گردد. بنابر این اگر قضیه پیمانه‌ای درست بود، آنگاه می‌توان نتیجه گرفت که قضیه آخر فرما هم می‌تواند برقرار باشد. همان‌طور که توصیف شد، کشف این حکم معادل اخیر برای حل قضیه آخر فرما حیاتی بود، چرا که طریقی ایجاد می‌کرد که بوسیله آن می‌توانستند به مسئله با بررسی همه اعداد به صورت یک جا «حمله» کنند.

## تاریخچه ریاضیاتی

### فیثاغورث و دیوفانتوس

#### سه تایی‌های فیثاغورسی
در زمان‌های باستانی، می‌دانستند که مثلثی با نسبت اضلاع {\displaystyle 3\colon 4\colon 5} دارای زاویه قائمه است. این نکته در ترسیم و بعدها در [هندسه] به کار گرفته شد. همچنین آن را به عنوان مثالی از قاعده کلی می‌شناختند که بنابر آن قاعده، اگر در هر مثلثی، مربع دو ضلع آن را با هم جمع کنند ({\displaystyle 3^{2}+4^{2}=9+16=25})، مقدار حاصل برابر با مجذور ضلع سوم شود ({\displaystyle 5^{2}=25})، در آن صورت آن مثلث هم یک مثلث قائم الزاویه خواهد بود. اکنون به این قاعده قضیه فیثاغورس می‌گویند و اعداد سه‌گانه‌ای که در این شرایط صدق کند را سه تایی‌های فیثاغورسی گویند، هردوی این‌ها به افتخار فیثاغورس یونان باستان نامگذاری شده‌است. مثال‌هایی از سه تایی‌های فیثاغورسی شامل (۳، ۴، ۵) و (۵، ۱۲، ۱۳) می‌باشد. بی‌نهایت از چنین سه تایی‌هایی وجود دارد، و روش‌هایی برای تولید چنین سه تایی‌هایی وجود دارند که توسط فرهنگ‌های مختلف مورد مطالعه قرار گرفته‌اند، اولین کسانی که به مطالعه آن‌ها پرداخته‌اند بابلی‌ها بوده و سپس ریاضیدانان یونان باستان، چینی‌ها، و هندی‌ها به مطالعه‌شان پرداختند. از نظر ریاضیاتی، تعریف سه تایی‌های فیثاغورسی به صورت مجموعه اعداد صحیح ({\displaystyle a,b,c}) می‌باشد که در معادله {\displaystyle a^{2}+b^{2}=c^{2}} صدق می‌کنند.

#### معادلات سیاله‌ای
معادله فرما، {\displaystyle x^{n}+y^{n}=z^{n}} با جواب‌های صحیح مثبت، مثالی از یک معادله سیاله‌ای (یا دیوفانتینی) است، که به افتخار ریاضیدان قرن سوم میلادی از اسکندریه، دیوفانتوس، نامیده شده‌است. او کسی بود که این گونه معادلات را مطالعه کرده و روش‌هایی برای حل برخی از انواع معادلات سیاله‌ای (دیوفانتینی) توسعه داد. یک نمونه از چنین مسائلی یافتن دو عدد صحیح {\displaystyle x} و {\displaystyle y} است چنان‌که جمعشان، و جمع مربعاتشان به ترتیب برابر دو عدد داده شده {\displaystyle A} و {\displaystyle B} باشد:
{\displaystyle A=x+y}
{\displaystyle B=x^{2}+y^{2}.}
اثر اصلی دیوفانوس، Arithmetica است، که تنها بخشی از آن باقی مانده‌است. حدس فرما از قضیه آخرش هنگام خواندن ویرایش جدیدی از Arithmetica به او الهام شد، نسخه‌ای که فرما از آن می‌خواند ترجمه‌ای به لاتین بود که در ۱۶۲۱ توسط کلاود باشت منتشر شده بود.
معادلات سیاله‌ای برای هزاران سال مطالعه شده‌اند. به عنوان مثال، حل معادله سیاله‌ای مربعی {\displaystyle x^{2}+y^{2}=z^{2}} توسط سه تایی‌های فیثاغورسی، ابتدا توسط بابلی‌ها (۱۸۰۰ قبل از میلاد) حل شد. حل معادلات سیاله‌ای خطی چون {\displaystyle 26x+65y=13} را می‌توان با استفاده از الگوریتم اقلیدسی (قرن پنجم قبل از میلاد) بدست آورد. بسیاری از معادلات سیاله‌ای از نقطه نظر جبری فرمی شبیه به معادله قضیه آخر فرما دارند، چرا که آن‌ها هیچ جمله‌ای که از ضرب چند متغیر دیگر حاصل شده باشند را در خود نداشته، و بدین طریق ویژگی دو متغیر مختلف با هم ترکیب نمی‌شوند. به عنوان مثال، مشخص شده که بی‌نهایت عدد صحیح {\displaystyle x,y} و {\displaystyle z} وجود دارند چنان‌که {\displaystyle x^{n}+y^{n}=z^{m}} که در آن {\displaystyle m} و {\displaystyle n} اعداد طبیعی متباین اند.

### حدس فرما

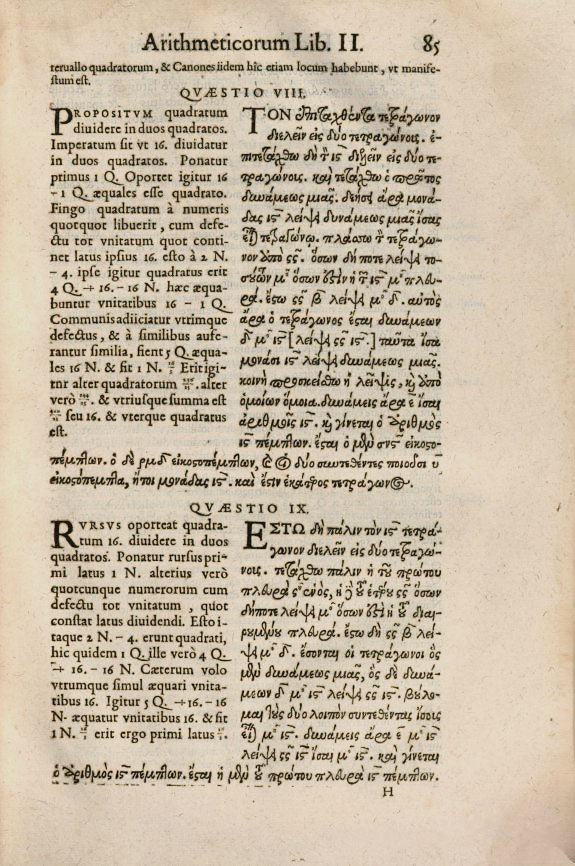
مسئله II.8 در ویرایش ۱۶۲۱ کتاب Arithmetica اثر دیوفانتوس. حاشیه سمت راست برای گنجاندن اثبات ادعایی اش از «قضیه آخر» بسیار کوچک بود.

مسئله II.8 از Arithmetica می‌پرسد که چگونه می‌توان یک عدد مربعی را به دو عدد مربعی دیگر جدا کرد؛ به بیان دیگر، برای یک عدد گویای داده شده چون {\displaystyle k}، اعداد گویای {\displaystyle u} و {\displaystyle v} را چنان پیدا کنید که {\displaystyle k^{2}=u^{2}+v^{2}}. دیوفانتوس نشان داد که چگونه می‌توان این مسئله از جمع مربعات را برای {\displaystyle k=4} حل کرد (جواب {\displaystyle u={\frac {16}{5}}} و {\displaystyle v={\frac {12}{5}}} است).
حدود ۱۶۳۷، فرما آخرین قضیه اش را در حاشیه نسخه‌ای که از Arithmetica داشت، کنار مسئله جمع مربعات دیوفانتوس نوشت:
| Cubum autem in duos cubos, aut quadratoquadratum in duos quadratoquadratos & generaliter nullam in infinitum ultra quadratum potestatem in duos eiusdem nominis fas est dividere cuius rei demonstrationem mirabilem sane detexi. Hanc marginis exiguitas non caperet. | امکان جدا کردن یک مکعب به مکعب‌ها، یا توان چهارم به توان‌های چهارم‌ها، یا در حالت کلی تر هر توانی بزرگتر از ۲ به دو توان مشابه وجود ندارد. من اثبات واقعاً حیرت‌آوری برای این نکته پیدا کرده‌ام که این حاشیه برای گنجانیدن آن بسیار کوچک است. |

بعد از مرگ فرما در ۱۶۶۵، فرزندش کلمنت-ساموئل فرما ویرایش جدیدی از آن کتاب را همراه با توضیحات پدرش در ۱۶۷۰ ایجاد نمود. گرچه که یادداشت حاشیه کتاب در آن زمان قضیه نبود (یعنی حکم ریاضیاتی بود بدون این که اثباتی برای آن موجود باشد)، به مرور زمان آن یادداشت به قضیه آخر فرما شهرت یافت، چرا که آخرین قضیه از قضایای ادعایی فرما بود که اثبات نشده باقی ماند.
معلوم نیست که آیا فرما واقعاً برای تمام توان‌های {\displaystyle n} اثبات قابل قبولی یافته بود یا نه، اما به نظر نمی‌رسد که چنین اثباتی را یافته باشد. تنها یک اثبات مرتبط با آن توسط او باقی مانده، این اثبات مربوط به حالت {\displaystyle n=4} است که در ادامه بدان می‌پردازیم. در حالی که فرما حالت‌های {\displaystyle n=3} و {\displaystyle n=4} را به عنوان چالشی برای همتایان ریاضیدان خود چون مارین مرسن، بلیز پاسکال و جان والیس ارائه نمود، هیچ‌گاه حالت کلی را مطرح نکرد. به علاوه، در سی سال آخر زندگی اش، فرما هیچگاه مجدداً در مورد «اثبات واقعاً شگفت انگیز» ش از حالت کلی چیزی ننوشت و هیچ‌گاه آن را نیز منتشر نکرد. ون در پورتن معتقد است که چیزی که مهم است عدم وجود اثبات نیست، بلکه عدم چالش به معنای این است که فرما متوجه شده بود که اثباتی ندارد؛ او به نقل قول ویل اشاره می‌کند آنجا که او گفت فرما باید کمی خود را نسبت به ایده‌ای غیرقابل حصول فریب داده باشد.
فنونی که فرما ممکن است از آن در چنان «اثبات شگفت انگیزی» استفاده کرده باشد شناخته شده‌اند.
اثبات تیلور و وایلز بر اساس فنون قرن بیستمی بنا نهاده شده‌است. بر اساس دانش ریاضیات موجود در آن زمان، اثبات فرما باید در مقایسه با این فنون مدرن مقدماتی و ساده بوده باشد.
در حالی که حدس بزرگ هاروی فریدمن دلالت بر این دارد که هر قضیه قابل اثباتی (شامل آخرین قضیه فرما هم می‌شود) را می‌توان صرفاً با استفاده از 'حساب تابع مقدماتی' اثبات کرد، چنین اثباتی تنها از جنبه فنی ساده خواهد بود ولی ممکن است شامل میلیون‌ها مرحله باشد و لذا برای اثباتی که فرما پیدا کرده بود بیش از حد حجیم است.

### اثبات توان‌های خاص

#### توان = ۴

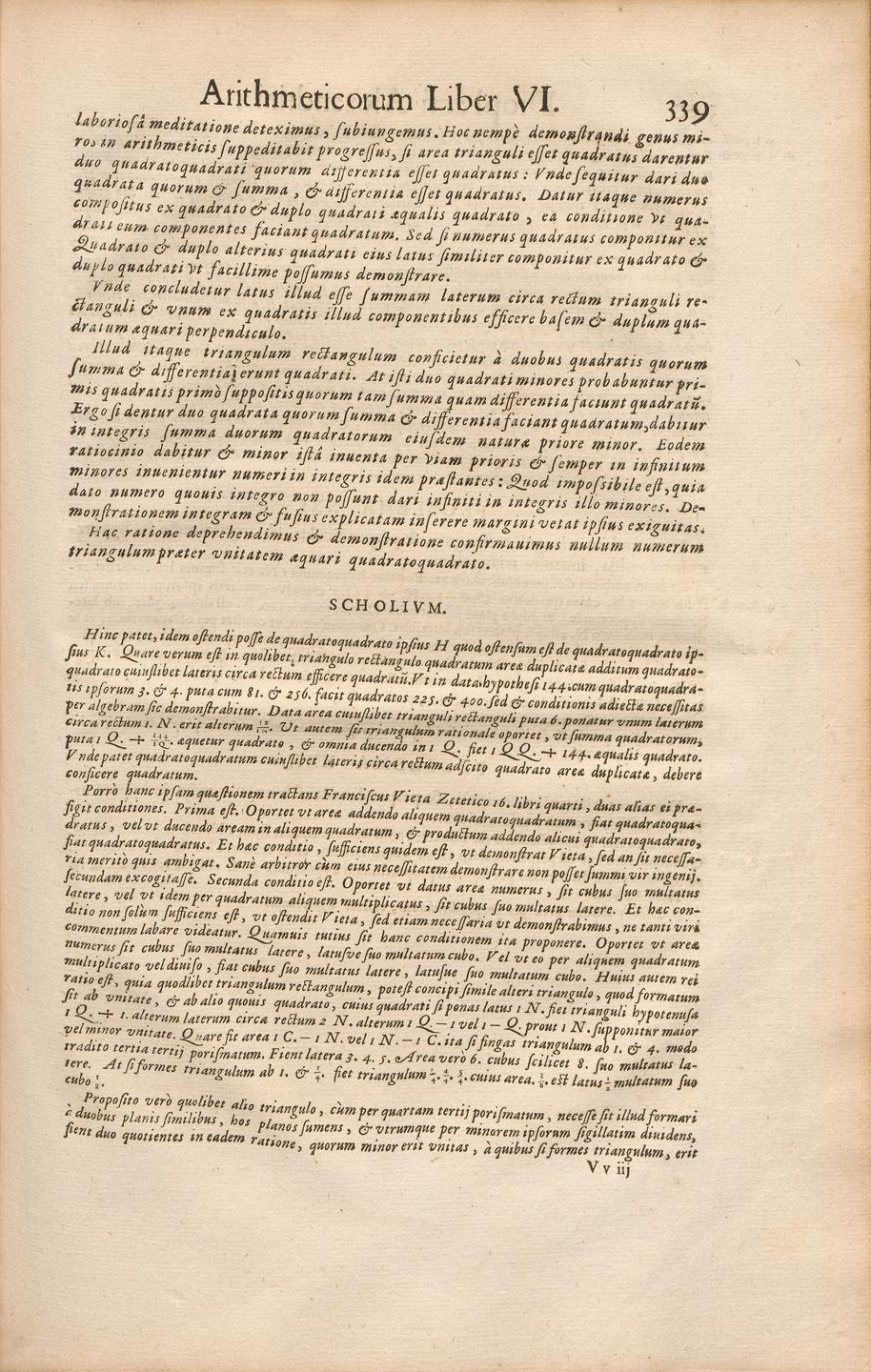
نزول نامتناهی فرما برای حالت قضیه آخر فرما در ویرایش ۱۶۴۰ از Arithmetica اثر دیوفانتوس (صفحات ۳۳۸–۳۳۹).

تنها یک اثبات مرتبط با قضیه آخر از فرما باقی مانده‌است که در آن او از تکنیک نزول نامتناهی استفاده کرده تا نشان دهد مساحت یک مثلث قائم الزاویه با اضلاع صحیح هیچگاه نمی‌تواند برابر مربع یک عدد صحیح باشد. اثبات او معادل این است که نشان دهیم معادله:
{\displaystyle x^{4}+y^{4}=z^{2}}
هیچ جواب اولیه‌ای (هیچ جواب دو به دو متباین) در اعداد صحیح ندارد. در مقابل، این قضیه آخر فرما را در حالت {\displaystyle n=4} اثبات می‌کند چرا که {\displaystyle a^{4}+b^{4}=c^{4}} را می‌توان به صورت {\displaystyle a^{4}+b^{4}=(c^{2})^{2}} نوشت.
سپس این افراد اثبات‌های دیگری برای حالت {\displaystyle n=4} ارائه نمودند:
فرنیکل دو بسی (۱۶۷۶)، لئونارد اویلر (۱۷۳۸)، کاوسلر (۱۸۰۲)، پیتر بارلو (۱۸۱۱)، آدرین-ماری لژاندر (۱۸۳۰)، شوپیس (۱۸۲۵)، اولری ترکوئم (۱۸۴۶)، جوزف برتراند (۱۸۵۱)، ویکتور لبگ (۱۸۵۳، ۱۸۵۹، ۱۸۶۲)، تئوفیل پپین (۱۸۸۳)، تافلماخر (۱۸۹۳)، دیوید هیلبرت (۱۸۹۷)، بندز (۱۹۰۱)، گمبیولی (۱۹۰۱)، لیئوپولد کرونکر (۱۹۰۱)، بنگ (۱۹۰۵)، سومر (۱۹۰۷)، بوتاری (۱۹۰۸)، کارل ریشلیک (۱۹۱۰)، نوتژورن (۱۹۱۲)، رابرت کارمایکل (۱۹۱۳)، هانکوک (۱۹۳۱)، ورانسینو (۱۹۶۶)، گرنت و پرلا (۱۹۹۹)، باربارا (۲۰۰۷)، و دولان (۲۰۱۱).